# Bhooria sylvanella
Bhooria sylvanella är en insektsart som först beskrevs av William Lucas Distant 1918.  Bhooria sylvanella ingår i släktet Bhooria och familjen dvärgstritar. Inga underarter finns listade i Catalogue of Life.